# Jeremias Wigger
Jeremias Wigger (* 10. März 1965 in Hasle) ist ein ehemaliger Schweizer Skilangläufer.

## Werdegang
Wigger, der für den Skiclub Entlebuch startete, belegte bei den Junioren-Skiweltmeisterschaften 1982 in Murau den zehnten Platz mit der Staffel und bei den Junioren-Skiweltmeisterschaften 1983 in Kuopio den 18. Platz über 10 km und den sechsten Rang mit der Staffel. Im folgenden Jahr gewann er bei den Nordischen Junioren-Skiweltmeisterschaften in Trondheim die Bronzemedaille mit der Staffel. In der Saison 1984/85 kam er bei den Junioren-Skiweltmeisterschaften 1985 in Täsch auf den 11. Platz über 15 km und auf den vierten Rang mit der Staffel. Bei den Nordischen Skiweltmeisterschaften 1987 in Oberstdorf belegte er den 31. Platz über 15 km klassisch und den siebten Rang mit der Staffel. Seine ersten Weltcuppunkte holte er im Dezember 1987 in Kastelruth mit dem 14. Platz im 30-km-Massenstartrennen. Bei den Olympischen Winterspielen 1988 in Calgary belegte er den 26. Platz über 30 km klassisch, den 14. Rang über 50 km Freistil und den vierten Platz mit der Staffel. Die Saison beendete er auf dem 43. Platz im Gesamtweltcup. Im folgenden Jahr errang er bei den Nordischen Skiweltmeisterschaften in Lahti den 44. Platz über 15 km Freistil. Im Februar 1990 erreichte er im Val di Fiemme mit dem 12. Platz über 30 km klassisch seine beste Einzelplatzierung im Weltcup. Bei den Nordischen Skiweltmeisterschaften 1993 in Falun kam er auf den 48. Platz über 10 km klassisch und auf den 37. Rang in der anschliessenden Verfolgung. In der Saison 1993/94 kam er sechsmal in die Punkteränge und erreichte damit den 43. Platz im Gesamtweltcup. Seine besten Platzierungen bei den Olympischen Winterspielen 1994 in Lillehammer waren der 13. Platz in der Verfolgung und der siebte Rang mit der Staffel. Bei den Nordischen Skiweltmeisterschaften 1995 in Thunder Bay gelang ihm der 41. Platz über 30 km klassisch und der 19. Rang über 50 km Freistil. Seine besten Resultate bei den Olympischen Winterspielen 1998 in Nagano waren der 16. Platz über 30 km klassisch und der sechste Rang mit der Staffel. Sein letztes Weltcuprennen lief er im März 1998 in Oslo, das er auf dem 25. Platz über 50 km klassisch beendete.
Bei Schweizer Meisterschaften siegte Wigger dreimal in der Verfolgung (1991, 1994, 1998) und jeweils zweimal über 10 km (1992, 1994), über 30 km (1990, 1994), über 50 km (1994, 1997). Er ist mit der ehemaligen Skilangläuferin Sylvia Honegger verheiratet. Seine Tochter Siri Wigger ist ebenfalls als Skilangläuferin aktiv.

## Erfolge

### Teilnahmen an Weltmeisterschaften und Olympischen Winterspielen

#### Olympische Winterspiele
- 1988 Calgary: 4. Platz Staffel, 14. Platz 50 km Freistil, 26. Platz 30 km klassisch
- 1994 Lillehammer: 7. Platz Staffel, 13. Platz 25 km Verfolgung, 16. Platz 50 km klassisch, 21. Platz 10 km klassisch
- 1998 Nagano: 6. Platz Staffel, 16. Platz 30 km klassisch, 18. Platz 50 km Freistil, 49. Platz 10 km klassisch

#### Nordische Skiweltmeisterschaften
- 1987 Oberstdorf: 7. Platz Staffel, 31. Platz 15 km klassisch
- 1989 Lahti: 44. Platz 15 km Freistil
- 1991 Val di Fiemme: 7. Platz Staffel, 29. Platz 50 km Freistil
- 1993 Falun: 9. Platz Staffel, 37. Platz 25 km Verfolgung, 48. Platz 10 km klassisch
- 1995 Thunder Bay: 12. Platz Staffel, 19. Platz 50 km Freistil, 41. Platz 30 km klassisch

### Medaillen bei nationalen Meisterschaften
- 1986: Silber über 15 km
- 1987: Silber über 30 km klassisch, Bronze über 15 km klassisch
- 1988: Bronze über 30 km klassisch
- 1990: Gold über 30 km klassisch
- 1991: Gold in der Verfolgung, Silber über 30 km klassisch, Bronze über 10 km klassisch
- 1992: Gold über 10 km klassisch, Silber in der Verfolgung, Bronze über 30 km klassisch
- 1993: Silber über 30 km klassisch, Silber in der Verfolgung
- 1994: Gold über 10 km klassisch, Gold in der Verfolgung, Gold über 30 km klassisch, Gold über 50 km Freistil
- 1995: Silber über 30 km klassisch, Bronze in der Verfolgung
- 1996: Bronze über 10 km klassisch
- 1997: Gold über 50 km klassisch
- 1998: Gold in der Verfolgung

## Platzierungen im Weltcup

### Weltcup-Statistik
Die Tabelle zeigt die erreichten Platzierungen im Einzelnen.
- 1.–3. Platz: Anzahl der Podiumsplatzierungen
- Top 10: Anzahl der Platzierungen unter den ersten zehn
- Punkteränge: Anzahl der Platzierungen innerhalb der Punkteränge
- Starts: Anzahl gelaufener Rennen in der jeweiligen Disziplin
- Hinweis: Bei den Distanzrennen erfolgt die Einordnung gemäss FIS.

| Platzierung         | Distanzrennen a | Distanzrennen a | Distanzrennen a | Distanzrennen a | Distanzrennen a | Skiathlon Verfolgung | Sprint | Etappen- rennen b | Gesamt | Team c | Team c  |
| Platzierung         | ≤ 5 km          | ≤ 10 km         | ≤ 15 km         | ≤ 30 km         | > 30 km         | Skiathlon Verfolgung | Sprint | Etappen- rennen b | Gesamt | Sprint | Staffel |
| ------------------- | --------------- | --------------- | --------------- | --------------- | --------------- | -------------------- | ------ | ----------------- | ------ | ------ | ------- |
| 1. Platz            |                 |                 |                 |                 |                 |                      |        |                   |        |        |         |
| 2. Platz            |                 |                 |                 |                 |                 |                      |        |                   |        |        |         |
| 3. Platz            |                 |                 |                 |                 |                 |                      |        |                   |        |        |         |
| Top 10              |                 |                 |                 |                 |                 |                      |        |                   |        |        | 3       |
| Punkteränge         |                 | 2               | 1               | 5               | 4               | 2                    |        |                   | 14     |        | 7       |
| Starts              |                 | 12              | 18              | 16              | 7               | 7                    |        |                   | 60     | 1      | 7       |
| Stand: Karriereende |                 |                 |                 |                 |                 |                      |        |                   |        |        |         |

### Weltcup-Gesamtplatzierungen
| Saison  | Gesamt | Gesamt | Langdistanz | Langdistanz |
| Saison  | Punkte | Platz  | Punkte      | Platz       |
| ------- | ------ | ------ | ----------- | ----------- |
| 1987/88 | 4      | 43.    | -           | -           |
| 1989/90 | 4      | 47.    | -           | -           |
| 1992/93 | 11     | 73.    | -           | -           |
| 1993/94 | 45     | 43.    | -           | -           |
| 1994/95 | 24     | 55.    | -           | -           |
| 1997/98 | 6      | 85.    | 6           | 59.         |